# Malinwa Cup
De Malinwa Cup (ook Malinois Cup geschreven) is een internationaal voetbaltoernooi voor eerste elftallen dat werd georganiseerd door KV Mechelen en plaatsvond in het tussenseizoen in de periode 1985-1989.

## Eindstanden
- 1985: 1. KSK Beveren 2. KV Mechelen 3. Sparta Rotterdam 4. Spartak Trnava
- 1986: 1. KV Mechelen 2. KSK Beveren 3. TJ Sparta ČKD Praag 4. AFC Ajax
- 1987: 1. RSC Anderlecht 2. KV Mechelen 3. FC Groningen 4. Vitosha Sofia
- 1988: 1. KV Mechelen 2. Panathinaikos 3. PSV Eindhoven 4. Spartak Trnava
- 1989: 1. TJ Sparta ČKD Praag 2. Sporting Lissabon 3. KV Mechelen 4. Pisa SC

Elke editie werden ook trofeeën uitgereikt voor beste speler, topschutter en fairste ploeg van het toernooi:
- 1985: beste speler: Erwin Koeman (KV Mechelen), topschutter: Hans Christiaens (KSK Beveren), fair-play: Spartak Trnava.
- 1986: beste speler: Michel Preud'homme (KV Mechelen), topschutter: Eugène Ekeke (KSK Beveren), fair-play: AC Sparta Praag
- 1987: beste speler: Michel Preud'homme (KV Mechelen), topschutter: Pier Janssen (RSC Anderlecht), fair-play: Vitosha Sofia
- 1988: beste speler: Eli Ohana (KV Mechelen), topschutter: Piet den Boer (KV Mechelen), fair-play: Spartak Trnava
- 1989: beste speler: Ivan Hašek (AC Sparta Praag), topschutter: Václav Němeček (AC Sparta Praag), fair-play: AC Sparta Praag